# Takasago (cidade)
Takasago (高砂市 -shi) é uma cidade japonesa localizada na província de Hyogo.
Em 2003 a cidade tinha uma população estimada em 95 490 habitantes e uma densidade populacional de 2 775,87 h/km². Tem uma área total de 34,40 km².
Recebeu o estatuto de cidade a 1 de Julho de 1954.